# مانفرد ریتز
مانفرد تئودور ریتز (زاده ۱۳ اوت ۱۹۴۳) یک شیمی‌دان آلمانی و استاد شیمی آلی است که از سال ۱۹۹۱ تا ۲۰۱۱ به عنوان مدیر مؤسسه ماکس پلانک خدمت کرده‌است.

## زندگی‌نامه
ریتز در سال ۱۹۴۳در هیرشبرگ، پایین سیلسیا متولد شد و در سال ۱۹۵۲به ایالات متحده مهاجرت کرد. وی پس از تحصیل شیمی در دانشگاه واشینگتن و دانشگاه میشیگان، برای اخذ مدرک دکترای تحت نظر اولریش شولکوپف در دانشگاه گوتینگن خود به آلمان بازگشت.
در سال ۱۹۹۱ او به عنوان مدیر مؤسسه ماکس پلانک برای تحقیقات ذغال سنگ در مالهایم منصوب شد، این سمت را تا سال ۲۰۱۱ بر عهده داشت.